# جانا نيل
جانا نيل (28 فبراير 1990 - ) (بالإنجليزية: Jana Nell)‏ هي لاعبة كريكت جنوب أفريقية.

## وصلات خارجية
- جانا نيل على موقع إي آس بي آن كريك إنفو (الإنجليزية)